# Traktir na Pjatnitskoj
Traktir na Pjatnitskoj (russisk: Трактир на Пятницкой) er en sovjetisk spillefilm fra 1978 af Aleksandr Fajntsimmer.

## Medvirkende
- Gennadij Korolkov som Klimov
- Tamara Sjomina som Irina Kholminova
- Konstantin Grigorjev som Igor Rybin
- Lev Prygunov som Mikhail Lavrov
- Nikolaj Jeremenko som Mikhail Eremin